# Stoke St Michael
Stoke St Michael est une paroisse civile et un village du Somerset, en Angleterre.